# Willard (Nou Mèxic)
Willard és una població dels Estats Units a l'estat de Nou Mèxic. Segons el cens del 2000 tenia 240 habitants.

## Demografia
Segons el cens del 2000, Willard tenia 240 habitants, 96 habitatges, i 60 famílies. La densitat de població era de 120,3 habitants per km².
Dels 96 habitatges en un 33,3% hi vivien nens de menys de 18 anys, en un 47,9% hi vivien parelles casades, en un 8,3% dones solteres, i en un 36,5% no eren unitats familiars. En el 35,4% dels habitatges hi vivien persones soles el 16,7% de les quals corresponia a persones de 65 anys o més que vivien soles. El nombre mitjà de persones vivint en cada habitatge era de 2,5 i el nombre mitjà de persones que vivien en cada família era de 3,28.
Per edats la població es repartia de la següent manera: un 28,8% tenia menys de 18 anys, un 9,6% entre 18 i 24, un 23,8% entre 25 i 44, un 21,3% de 45 a 60 i un 16,7% 65 anys o més.
L'edat mediana era de 36 anys. Per cada 100 dones de 18 o més anys hi havia 106 homes.
La renda mediana per habitatge era de 20.833 $ i la renda mediana per família de 28.333 $. Els homes tenien una renda mediana de 30.313 $ mentre que les dones 21.000 $. La renda per capita de la població era de 9.343 $. Aproximadament el 19,4% de les famílies i el 27,6% de la població estaven per davall del llindar de pobresa.

## Poblacions més properes
El següent diagrama mostra les poblacions més properes.